# Saint-Germain-le-Rocheux
Saint-Germain-le-Roucheux ist eine französische Gemeinde mit 83 Einwohnern (Stand 1. Januar 2022) im Département Côte-d’Or in der Region Bourgogne-Franche-Comté. Sie gehört zum Arrondissement Montbard und zum Kanton Châtillon-sur-Seine.

## Lage
Zu Saint-Germain-le-Rocheux gehörten neben der Hauptsiedlung auch die Weiler Chemin de Champ-Coin, Chemin des Rochottes und Chemin de Bas-de-Vanne. Im Süden des Gemeindegebietes verläuft der Fluss Brévon. 
Nachbargemeinden sind Nod-sur-Seine im Nordwesten, Villiers-le-Duc im Nordosten, Rochefort-sur-Brévon im Südosten und Busseaut im Südwesten.

## Bevölkerungsentwicklung
| Jahr                       | 1962 | 1968 | 1975 | 1982 | 1990 | 1999 | 2008 | 2015 |
| -------------------------- | ---- | ---- | ---- | ---- | ---- | ---- | ---- | ---- |
| Einwohner                  | 146  | 147  | 149  | 116  | 108  | 102  | 93   | 80   |
| Quellen: Cassini und INSEE |      |      |      |      |      |      |      |      |

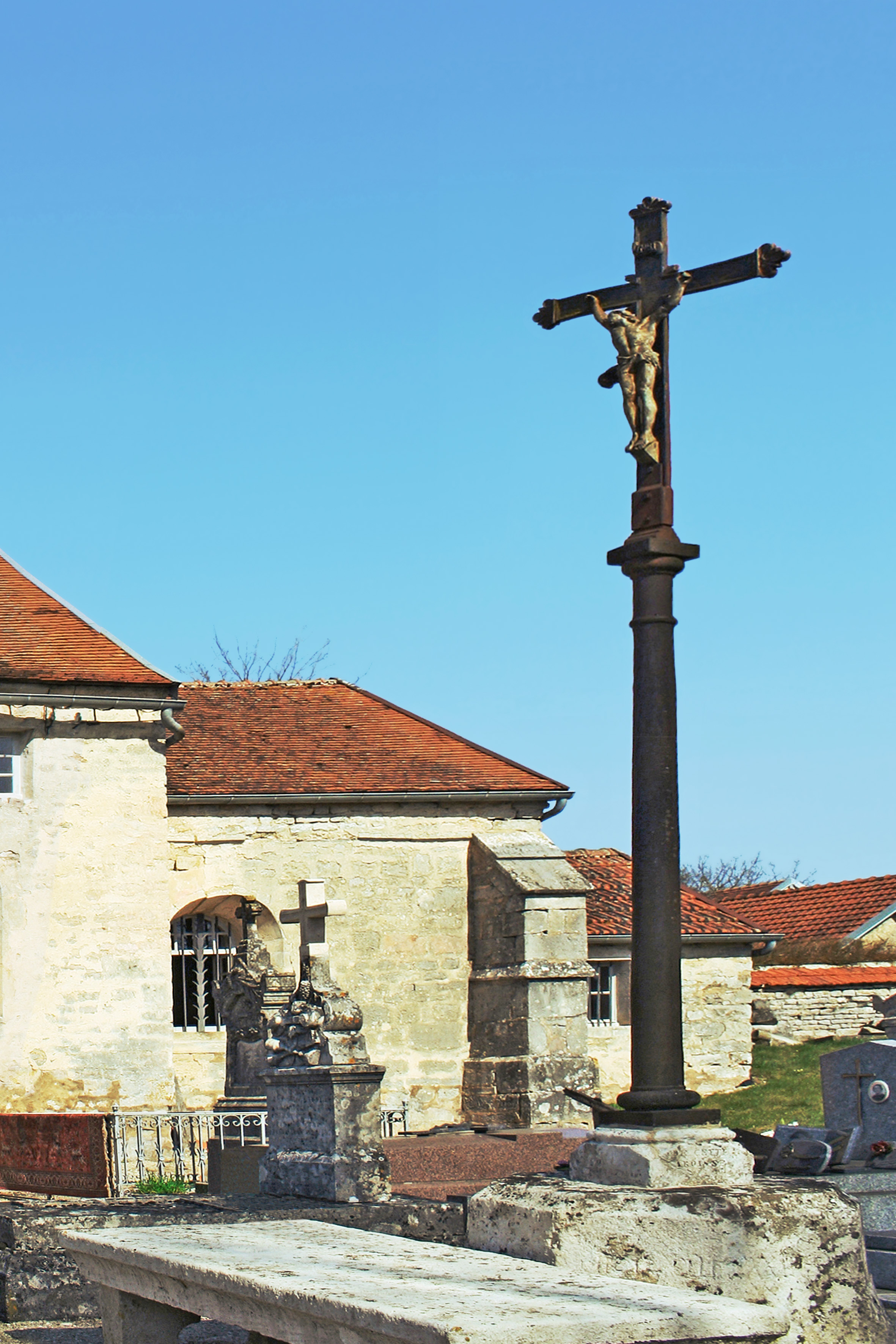
Kruzifix
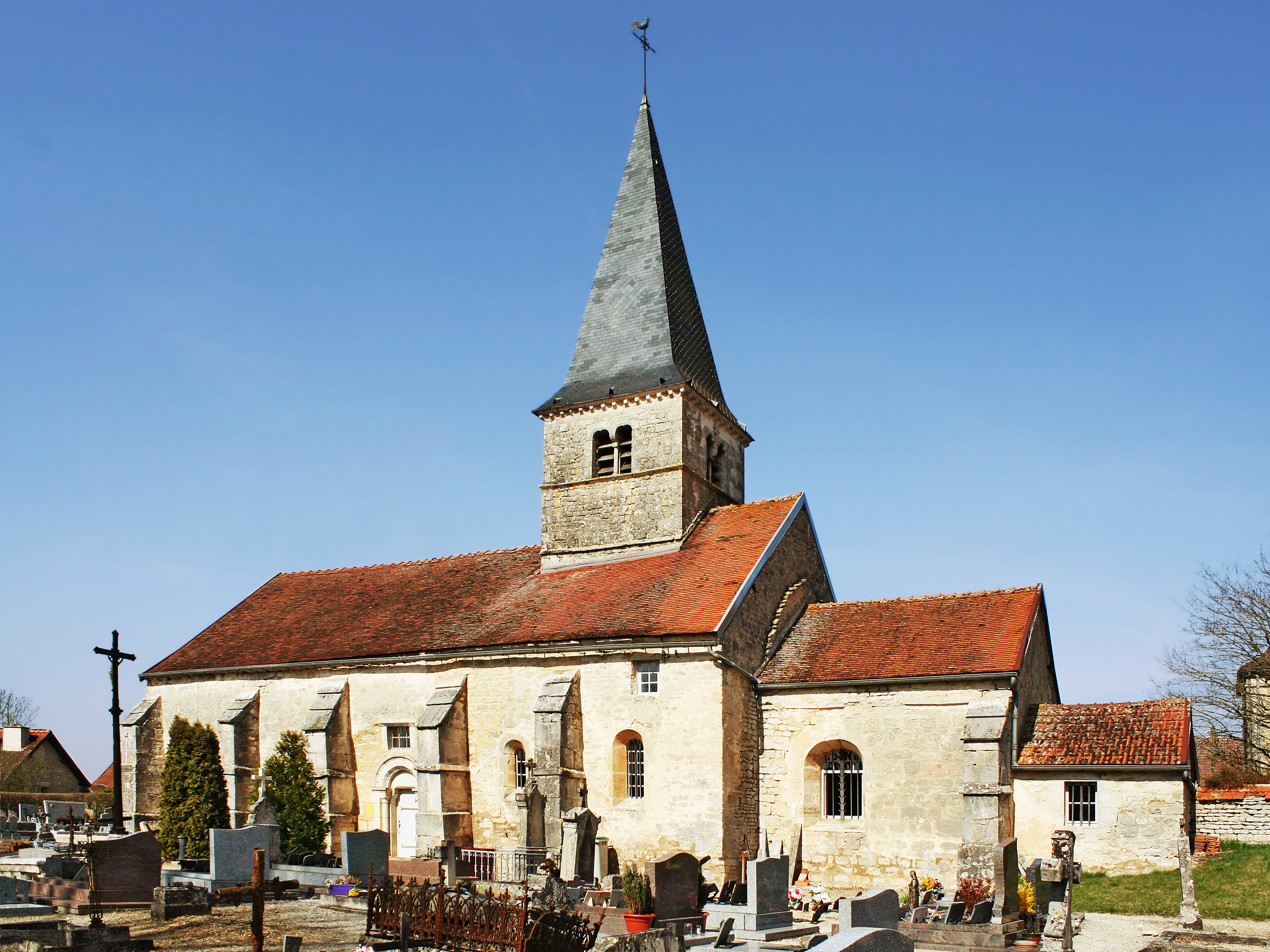
Kirche Saint-Germain, Monument historique seit 1947
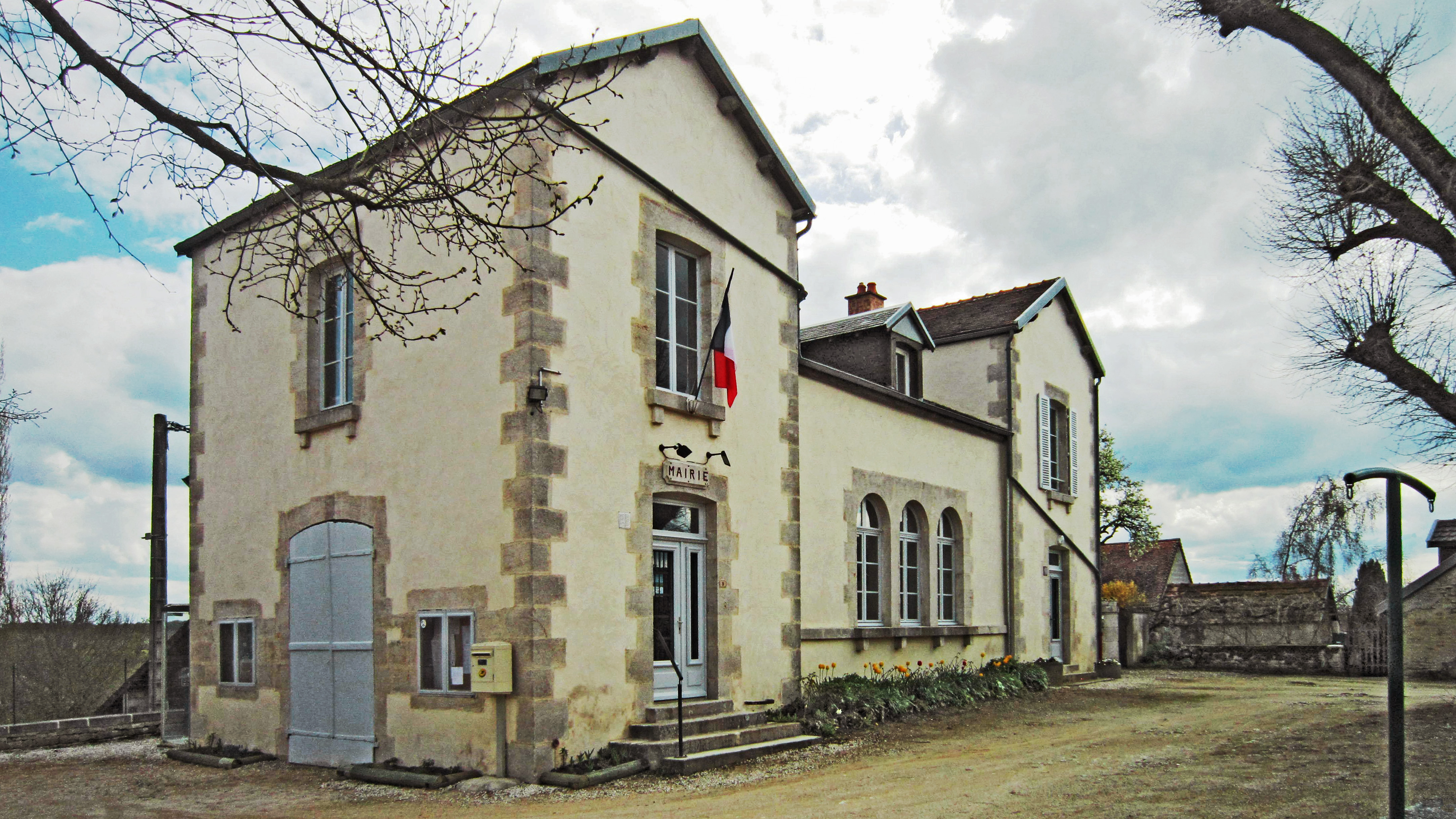
Mairie von Saint-Germain-le-Rocheux